# Severnaja
Severnaja (rusky Северная) je řeka v Krasnojarském kraji v Rusku. Je dlouhá 321 km. Povodí řeky má rozlohu 21 200 km².

## Průběh toku
Odtéká z jezera Severnoje a protéká Středosibiřskou pahorkatinou. Ústí zprava do Dolní Tunguzky (povodí Jeniseje).

## Vodní režim
Zdrojem vody jsou převážně sněhové srážky. Průměrný roční průtok vody v ústí činí přibližně 300 m³/s. Zamrzá v říjnu a rozmrzá na konci května.